# إله قومي
الإله القومي أو الإله الوطني هو إله وصي يهتم بشكل خاص بسلامة ورفاهية مجموعة عرقية (أمة) وقادة تلك المجموعة. يتناقض هذا مع الكيانات الوصية الأخرى مثل الآلهة العائلية المسؤولة عن رفاهية العشائر أو المهن الفردية، أو الآلهة الشخصية المسؤولة عن رفاهية الأفراد.

## الآلهة القديمة
في العصور القديمة (وإلى حد ما حتى اليوم)، كان الدين سمة من سمات الثقافة الإقليمية، إلى جانب اللغة والعادات والتقاليد، إلخ. تضمنت العديد من هذه الديانات العرقية إلهًا (آلهة) قوميا، مثل
- أماتيراسو لليابانيين [1]
- آمون وآمون رع [2] وحورس للمصريين
- أبولو لشعب طروادة
- بريتانيا للبريطانيين
- ارامزد للأرمن
- آشور للآشوريين[3] [4]
- عشتروت للصيدونيين
- أثينا للأثينيين والميسينيين
- بعل للفينيقيين[5]
- باتالا للتاغالوغيين
- كموش للموآبيين [5] [6]
- داجون للفلسطيون [5]
- إندرا للهنود الفيدية [7]
- إنتي للإنكا
- إتزامنا للمايا[4]
- الإمبراطور جايد للصينيين
- كاتاراغاما ديفيو لسريلانكا [4]
- مردوخ للبابليين
- مارس ورومولوس وكويرينوس للرومان
- بيرون للسلاف القدماء
- سيام ديفاديراج للتايلانديين
- تنكري للأتراك والمغول
- تيشوب للحثيين [8]
- ود لمملكة أوسان [9]
- يهوه لبني اسرائيل [5]

## في العصور القديمة
في العصور القديمة، كان لكل مجموعة عرقية (أمة) آلهة خاصة بها، والتي قد تتداخل أو لا تتداخل مع المجموعات المجاورة. كان للعديد من هذه الأديان شخصيات وصية، والتي كانت تضم في بعض الأحيان آلهة وطنية، الذين كانوا يعتبرون مسؤولين عن سلامة ورفاهية الأمة وشعبها، مع اهتمام خاص بحاكم الأمة ووليها. وقفت هذه الآلهة الوطنية إلى جانب الآلهة الشخصية (أي، الآلهة الراعية التي اهتمت بشكل خاص بالرفاهية الشخصية للفرد). بالإضافة إلى ذلك، كانت هناك آلهة الأسرة المرتبطة برعاية عشيرة أو مهنة، وكذلك الآلهة المرتبطة بحالات معينة أو حمايتها (الخصوبة، الصحة، الحرب، العقود وما إلى ذلك).
كان هذا التصور عن الألوهية شائعًا في العالم القديم. غالبًا ما تم توطين الآلهة جغرافيًا من خلال الارتباط بمراكز العبادة الرئيسية الخاصة بهم، وفي الشرق الأدنى القديم غالبًا ما كانت الآلهة الوصاية لدول المدن الخاصة بهم. اعتبرت العديد من المجموعات العرقية الفردية نفسها أيضًا من نسل آلهة وطنية. على سبيل المثال، في اليمن القديم، كان كل من السبئيين والمعينيين والحميريين يعتبرون أنفسهم أبناء المقه وود وشمش على التوالي.  وبالمثل، في كنعان، تولى مليكوم هذا الدور للعمونيين، بينما قام كموش بهذا الدور لمملكة موآب.

## الفترة الحديثة

### الفلبين
بحثًا عن ثقافة وهوية وطنية بعيدًا عن الدين الكاثوليكي الذي فرضته إسبانيا خلال استعمارها للفلبين، اقترح أولئك الذين حرضوا على الثورة الفلبينية إحياء الديانات الشعبية الفلبينية الأصلية وجعلها الدين الوطني للبلد بأكمله. عارض الكاتيبونان التعاليم الدينية للرهبان الإسبان، قائلين إنهم «حجبوا الحقائق الدينية بدلاً من شرحها». بعد إحياء الكاتيبونان خلال الحرب الأمريكية الإسبانية، اقترح البعض شكلًا مثاليًا للديانات الشعبية، مع عبادة الله تحت الاسم القديم باتالا، والذي ينطبق على جميع الآلهة العليا تحت العديد من الآلهة العرقية في جميع أنحاء البلاد. ومع ذلك، فإن عملية إعادة تنشيط الديانات الأصلية للفلبين لم تتقدم أكثر حيث هُزمت القوات الفلبينية من قبل الأمريكيين في عام 1902، مما أدى إلى الاستعمار المسيحي الثاني للأرخبيل.

### النصرانية
أعاد المبشرون المسيحيون تفسير الآلهة الوطنية مرارًا وتكرارًا من منظور الإله المسيحي. تنعكس هذه الحقيقة في أسماء الله في لغات مختلفة للشعوب المسيحية، مثل شانجدي أو شين بين المسيحيين الصينيين، ونجاي بين عدد من قبائل كينيا، إلخ.
في السياق الحديث، يتناول مصطلح «الإله القومي» ظهور الكنائس الوطنية داخل المسيحية.[بحاجة لمصدر] هذا الميل إلى «تأميم» الإله المسيحي، خاصة في سياق الكنائس الوطنية التي تجيز الحرب ضد الدول المسيحية الأخرى خلال الحرب العالمية الأولى، شجبه كارل بارث باعتباره هرطقة.

### الجرمانية
يحدد كارل يونغ في مقالة عام 1936 إله العاصفة الجرماني (زعيم الصيد البري)، أودين، باعتباره الإله القومي للشعب الألماني، ويحذر من صعود القومية الألمانية وفي نهاية المطاف كارثة النازية الوشيكة آنذاك والحرب العالمية الثانية من حيث إعادة إيقاظ هذا الإله:
«ولكن ما هو أكثر من مجرد فضول — في الواقع حاد إلى حد ما — هو أن الإله القديم للعواصف والجنون، أودين، يجب أن يستيقظ، مثل بركان خامد، في بلد متحضر كان منذ فترة طويلة من المفترض أن يكون قد تجاوز العصور الوسطى. . . أجازف بالاقتراح الهرطقي القائل بأن الأعماق التي لا يسبر غورها لشخصية أودين تفسر الاشتراكية القومية أكثر من العوامل الثلاثة المعقولة [الاقتصادية والسياسية والنفسية] مجتمعة. . . هذه تجربة مأساوية وليست وصمة عار. لطالما كان الوقوع في يد إله حي أمر فظيع. لم يكن يهوه استثناءً من هذه القاعدة، ولا بد أن الفلسطينيين والأدوميين والأموريين والبقية، الذين كانوا خارج تجربة الرب، قد وجدوا ذلك بغيضًا للغاية. نحن الذين نقف خارجًا نحكم على الألمان كثيرًا، كما لو كانوا عملاء مسؤولين، ولكن ربما يكون من الأقرب إلى الحقيقة اعتبارهم أيضًا ضحايا» 

### الهندوسية
إندرا هو أحد الآلهة القديمة الفيدية القديمة في الهندوسية. إنه ملك سفارجا (الجنة) وديفا (الآلهة). وهو مرتبط بالبرق والرعد والعواصف والأمطار وتدفقات الأنهار والحرب. تتشابه أساطير وقوى إندرا مع الآلهة الهندو-أوروبية الأخرى مثل جوبيتر وبيرون وبيركوناس وزالموكسيس وتارانيس وزيوس وثور، مما يشير إلى أصل مشترك في الأساطير البدائية الهندية الأوروبية.